# Pelle Hanæus
Carl Per "Pelle" Hanæus, född 22 mars 1972 i Matteus församling i Stockholm, är en svensk skådespelare, regissör och pedagog. Han gick på Teaterhögskolan i Malmö 1993–1996. Hanæus är mest känd som Henrik i TV-serien Vintergatan.
År 1999 grundade han Kollektiva Komonq Teater, tillsammans med sin dåvarande partner, Wilson D. Michaels.

## Produktioner

### TV
- 1991 – Osynlig närvaro (TV-serie)
- 1999 – Anna Holt - polis (TV-serie)
- 2000 – Vintergatan 5a – Henrik
- 2001 – Vintergatan 5b – Henrik
- 2003 – Tillbaka till Vintergatan – Henrik
- 2010 – Vid Vintergatans slut – Henrik (endast med i kortfilm ca 30 sekunder).
- 2019 – Kurs i självutplåning

### Radio
- 2008 – Riktigt goda vänner – Ekorren
- 2008 – Ekorrens födelsedag – Ekorren

### Podcast
- 2019 - Art is Alive (med Zeventine) - gäst
- 2019 - Scenpodden - gäst

## Teater

### Roller
| År   | Roll | Produktion                                            | Regi            | Teater      |
| ---- | ---- | ----------------------------------------------------- | --------------- | ----------- |
| 1994 |      | Lysande utsikter (Great Expectations) Charles Dickens | Hans Rosenquist | Dalateatern |
| 2018 | Lars | Lars dagbok                                           |                 |             |

### Regi
| År   | Produktion              | Upphovsmän   | Teater    |
| ---- | ----------------------- | ------------ | --------- |
| 2019 | Vem tar hand om hösten? | Pelle Hanæus | Byteatern |
| 2019 | Förvandlingar           | Pelle Hanæus | Byteatern |